# Thalassodes inconclusaria
Thalassodes inconclusaria là một loài bướm đêm trong họ Geometridae.